# Джан, Лалак
Лалак Джан (1967 — 7 июля 1999; урду لالک جان‎) — пакистанский военный, хавилдар. Родился в пакистанском городе Ясин в провинции Гилгит-Балтистан. Погиб во время войны в Каргиле. Посмертно награждён высшей военной наградой Пакистана — Нишан-я-Хайдер.

## Биография
После окончания средней школы Лалак Джан записался в ряды вооружённых сил Пакистана. В мае 1999 года хавилдар Лалак Джан подал рапорт о переводе на линию фронта в Каргил. Он принимал участие в ожесточённом сражении за высоту Tiger Hill.

## Диверсия Лалака в тылу врага
Минирование территории было единственным способом для пакистанцев остановить наступление индийских войск на Тайгер Хилл: так как официально правительство Пакистана войну Индии не объявляло, то и тяжёлой бронетехники у военнослужащих не было. Когда на холмы спустился туман, Лалак Джан в одиночку предпринял попытку пробраться в тыл индийских войск и заминировал дорогу. Так как Лалак родился и вырос в предгорьях Гималаев на севере Пакистана, он, используя свои природные способности к альпинизму в полном объёме, заминировал высоту и успешно вернулся на базу. Затем пакистанцы решили заманить индийцев на это минное поле: для этого они открыли шквальный огонь по позициям вооружённых сил Индии. Около двух часов продолжалась перестрелка, затем солдаты Пакистана прекратили огонь, а индийцы выдвинулись вперёд с целью атаковать позиции пакистанцев. Но при атаке они неожиданно для себя наткнулись на минное поле установленное Лалаком Джаном, в результате чего индийцы понесли тяжёлые потери: в рядах наступающих воцарился хаос, погибло множество солдат и подорвалось немалое количество бронетехники. Индийская сторона не разглашала данные о потерях на минном поле. Урон был серьёзным, индийцам понадобилось около недели для того, чтобы перегруппироваться для следующего нападения.

## Последний бой
7 июля 1999 года индийцы вновь атаковали позиции пакистанцев и на этот раз успешно. Хавилдар Лалак Джан и его сослуживец Бахмал Джан получили тяжёлые ранения, но несмотря на это продолжали сражаться. Лалак Джан стрелял по индийцам из пулемёта, в то время как Бахмал подавал ему боеприпасы. На этом участке фронта в живых остались только они вдвоём. Левая рука Лалака Джана отказала после огнестрельного ранения, а Бахмал умер от кровотечений. Лалак Джан остался один в бункере и уже в одиночку продолжал бой с индийцами, несмотря на тяжёлые ранения.

## Поиск тела
15 сентября 1999 года командир подразделения, где служил Лалак, отправил две группы спецназа на Тайгер Хилл с целью найти тело героя. Спецназовцы нашли разрушенный бункер, внутри которого лежало тело хавилдара Лалака Джана.